# Šekovići
Šekovići (serbiska: Шековићи) är en ort i Bosnien och Hercegovina.   Den ligger i entiteten Republika Srpska, i den östra delen av landet, 60 km nordost om huvudstaden Sarajevo. Šekovići ligger 340 meter över havet och antalet invånare är 6 315.